# Paul Aebischer
Paul Aebischer (Hauterive, Suiza, 8 de diciembre de 1897-Florencia, Italia, 9 de marzo de 1977) fue un filólogo medievalista suizo.

## Biografía
Aebischer estudió filología románica en Friburgo y Zúrich. Obtuvo el grado de doctor en 1921 en Friburgo con la tesis Sur l’origine et la formation des noms de famille dans le canton de Fribourg (publicada en Ginebra en 1923). Vivió en Florencia (donde fue lector de francés de 1924 a 1925 y donde conoció a su esposa), París, Bonn y Barcelona. Fue profesor en la Universidad de Friburgo y, desde 1945, en la de Lausana hasta su jubilación.
Aebischer estudió varios aspectos de la filología románica: desde el léxico (tanto de textos del latín medieval como románicos), a la onomástica (toponimia y antroponimia) y de otras lenguas romances, entre las que dedicó un particular interés al catalán y al italiano. También estudió la literatura medieval, particularmente la épica, y se interesó por las versiones de canciones de gesta conservadas en la literatura nórdica medieval.
Desde 1943 fue miembro de la Sächsische Akademie der Wissenschaften, desde 1946 del Institut d'Estudis Catalans, desde 1951 lo fue de la Reial Acadèmia de Bones Lletres de Barcelona, también de la Accademia della Crusca (Florencia) y desde 1955 de la Deutsche Akademie der Wissenschaften de Berlín.

## Obra
- Etudes de toponymie catalane, Barcelona 1928, (reedición y traducción: Estudis de toponímia catalana, Barcelona 2006).
- Essai sur l’onomastique catalane du IXe au XIIe siècle, Barcelona 1928
- (Ed.) L’Herbier de Moudon. Un recueil de recettes médicales de la fin du 14e siècle, Aarau 1938.
- Estudios de toponimia y lexicografía románica, Barcelona 1948
- (Ed.) Chrestomathie franco-provençale. Recueil de textes franco-provençaux antérieurs à 1630, Berna 1950.
- Rolandiana borealia. La Saga af Runzivals Bardaga et ses dérivés scandinaves comparés à la chansons de Roland. Essai de restauration du manuscrit français utilisé par le traducteur norrois, Lausana 1954.
- Textes norrois et littérature française du moyen âge, 2 volums, Ginebra 1954-1972.
- Les versions norroises du "Voyage de Charlemagne en Orient" et leurs sources, París 1956.
- Etudes sur Otinel. De la chanson de geste à la saga norroise et aux origines de la légende, Berna 1960.
- Le mystère d’Adam. Ordo representacionis Ade, Ginebra 1963.
- Le voyage de Charlemagne à Jérusalem et à Constantinople, Ginebra 1965.
- Rolandia et Oliveriana. Recueil d'études sur les chansons de geste, Ginebra 1967.
- Linguistique romane et histoire religieuse. Recherches sur quelques cultes préchrétiens et quelques termes du lexique ecclésiastique à la lumière de la toponymie et du vocabulaire des textes médiévaux latins, Barcelona 1968.
- Préhistoire et protohistoire du Roland d’Oxford, Berna 1972.
- Neuf études sur le théâtre médiéval, Ginebra 1972.
- Girard d’Amiens, Le roman du cheval de Fust, ou de Meliacin, Ginebra 1974.
- Des Annales carolingiennes à Doon de Mayence. Nouveau recueil d’études sur l’épique française médiévale, Ginebra 1975.
- Les noms de lieux du canton de Fribourg (partie française), Friburgo 1976.
- Etudes de stratigraphie linguistique, Berna 1978.

Además, escribió numerosos artículos en revistas.